# Issiaga Sylla
Issiaga Sylla (Conacri, 1 de janeiro de 1994) é um futebolista guineano que atua como lateral-esquerdo. Atualmente, joga no Asteras Tripolis e na Seleção Guineana.

## Carreira
Revelado pelo Horoya, Sylla foi contratado pelo Toulouse em setembro de 2012, inicialmente para defender o time B. A estreia pela equipe principal foi em maio de 2013, na vitória por 4 a 2 sobre o Lille, pela Ligue 1. Ainda vinculado ao TFC, foi emprestado para Gazélec Ajaccio (ajudando o time da Córsega a conquistar o acesso à primeira divisão) e Lens (também atuou uma vez pela equipe reserva).
Em janeiro de 2023, assinou com o Montpellier.
Em 15 de julho de 2025, Sylla foi anunciado pelo Asteras Triopolis, da Grécia. No clube grego o lateral usará a camisa de número 4.

## Carreira internacional
Estreou pela Seleção Guineana em setembro de 2011, num amistoso contra a Venezuela, marcando seu primeiro gol no empate por 2 a 2 com o Gabão, em março de 2017.
Representou a Syli National em 4 edições da Copa das Nações Africanas, tendo alcançado 2 vezes as quartas-de-final (2015 e 2023) e as oitavas-de-final em 2019 e 2021, onde marcou um gol contra o Malaui).
Em novembro de 2024, pela última rodada das eliminatórias da Copa Africana de 2025, o lateral-esquerdo fez seu 86º jogo pela Seleção Guineana, ultrapassando Pascal Feindouno, até então detentor do recorde. No entanto, a equipe foi derrotada pela Tanzânia por 1 a 0 e não conquistou a vaga para o torneio.

## Estatísticas

### Internacional
| Seleção | Ano   | Partidas | Gols |
| ------- | ----- | -------- | ---- |
| Guiné   | 2011  | 1        | 0    |
| Guiné   | 2012  | 0        | 0    |
| Guiné   | 2013  | 5        | 0    |
| Guiné   | 2014  | 7        | 0    |
| Guiné   | 2015  | 11       | 0    |
| Guiné   | 2016  | 5        | 0    |
| Guiné   | 2017  | 8        | 1    |
| Guiné   | 2018  | 5        | 0    |
| Guiné   | 2019  | 12       | 1    |
| Guiné   | 2020  | 1        | 0    |
| Guiné   | 2021  | 6        | 0    |
| Guiné   | 2022  | 9        | 1    |
| Guiné   | 2023  | 5        | 0    |
| Guiné   | 2024  | 9        | 2    |
| Total   | Total | 86       | 3    |

| # | Data                   | Local                          | Rival   | Placar inicial | Placar final | Competição                                                   |
| - | ---------------------- | ------------------------------ | ------- | -------------- | ------------ | ------------------------------------------------------------ |
| 1 | 24 de março de 2017    | Stade Océane, Le Havre         | Gabão   | 2–1            | 2–2          | Amistoso                                                     |
| 2 | 17 de novembro de 2019 | Stade du 28 Septembre, Conacri | Namíbia | 1–0            | 2–0          | Eliminatórias da Copa das Nações Africanas de 2021 (Grupo A) |
| 3 | 10 de janeiro de 2022  | Estádio de Kouekong, Bafoussam | Malawi  | 1–0            | 1–0          | Copa das Nações Africanas de 2021 (Grupo B)                  |

## Títulos
Horoya AC
- Campeonato Guineano: 2011–12

Toulouse
- Ligue 2: 2021–22[6]